# Goldenrod (Floride)
Goldenrod est une census-designated place des comtés d'Orange et de Seminole, dans l'État de Floride, aux États-Unis,. En 2020, elle compte une population de 13 431 habitants.